# Enix (Almería)
Enix er en by og kommune i det sydøstlige Spanien i provinsen Almería. Den har et indbyggertal på 598 (2024) indbyggere.